# Léon Lorois
Léon Paul Lorois, né le 13 octobre 1837 à Paris où il est décédé le 10 février 1909, est un diplomate et un homme politique français.

## Biographie
Entré au ministère des Affaires étrangères en 1860, il prend sa retraite en 1877 avec le grade de consul de 1re classe. Élu député monarchiste du Finistère en 1877, il est invalidé et battu lors de l'élection partielle en 1878. Il retrouve un siège de député du Finistère de 1885 à 1889. Il est aussi conseiller général du Finistère.

## Sources
- « Léon Lorois », dans Adolphe Robert et Gaston Cougny, Dictionnaire des parlementaires français, Edgar Bourloton, 1889-1891 [détail de l’édition]